# Karl-Heinz Dellwo

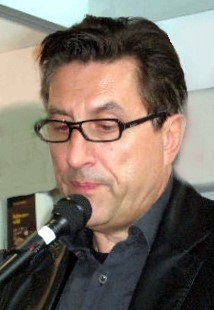
Karl-Heinz Dellwo (2007)

Karl-Heinz Dellwo (* 11. April 1952 in Opladen) ist ein ehemaliger deutscher Terrorist der Rote Armee Fraktion (RAF). Er war 1975 an der Geiselnahme und den Ermordungen in der deutschen Botschaft in Stockholm beteiligt und wurde wegen zweifachen gemeinschaftlichen Mordes in Tateinheit mit Geiselnahme zu zweimal lebenslanger Freiheitsstrafe verurteilt. Seit seiner Haftentlassung 1995 arbeitet er als Dokumentarfilmer, Verleger und Gastwirt.

## Leben
Karl-Heinz Dellwo war als junger Mann zunächst in verschiedenen Berufen tätig (u. a. als kaufmännischer Lehrling (Industriekaufmann), Seemann, Aushilfsfahrer und Briefträger), bevor er sich im Mai 1973 an der Hausbesetzung in der Hamburger Ekhofstraße beteiligte. Wegen der Hausbesetzung war er ein Jahr in Haft. In der Hausbesetzerszene lernte er Susanne Albrecht kennen, die sich wie er in einem Komitee gegen Folter engagierte und mit der er bis zu seinem Untertauchen 1975 zusammen war.
Karl-Heinz Dellwos älterer Bruder Hans-Joachim Dellwo wurde 1975 RAF-Mitglied, sagte sich davon jedoch nach seiner Verhaftung 1977 los.
Karl-Heinz Dellwo lebt mit seiner Lebensgefährtin Gabriele Rollnik im Hamburger Schanzenviertel.

### Mitgliedschaft in der RAF
Dellwo schloss sich der RAF an und beteiligte sich an der Geiselnahme in der deutschen Botschaft in Stockholm, bei der zwei Botschaftsangehörige ermordet wurden. Zwei Mitglieder des RAF-Kommandos zogen sich bei der unbeabsichtigten Detonation eines von ihnen präparierten Sprengsatzes schwerste Verletzungen zu, an denen sie später starben.
Dellwo wurde mit den anderen drei überlebenden Tätern (Hanna Krabbe, Bernd Rössner und Lutz Taufer) verhaftet und am 20. Juli 1977 u. a. wegen zweifachen gemeinschaftlichen Mordes in Tateinheit mit Geiselnahme zu zweimal lebenslanger Freiheitsstrafe verurteilt.  Eine angebliche schriftliche Erklärung Dellwos, die bei der Festnahme des RAF-Mitglieds Stefan Wisniewski in Paris gefunden wurde und in der Dellwo die Entführung des Flugzeugs „Landshut“ kritisierte, wurde vom niedersächsischen Verfassungsschutz als fingierter Beweis in der Affäre um das sogenannte Celler Loch missbraucht.

### Umgang mit der RAF-Vergangenheit
Dellwo wurde im Frühjahr 1995 zur Bewährung aus der Haft entlassen und hat sich wiederholt zu seiner Mitgliedschaft in der RAF öffentlich geäußert.
1993 erschien in der Zeitschrift arranca! ein Auszug aus dem 77-seitigen Text Mitten im Nebel, den Dellwo 1990 verfasst hatte und der eine frühe grundsätzliche Reflexion aus dem Innenkreis der RAF darstellt. In der Zeitschrift Die Beute erschien 1997 in der Nr. 15/16 ein weiterer Auszug aus diesem Text.
Dellwo war 1997 in Zürich Podiumsteilnehmer anlässlich des Kongresses über den Bewaffneten Kampf in Europa. Er vertritt seit Jahren öffentlich die Position, dass der Tod der Gefangenen in Stammheim 1977 ein „Selbstmord unter staatlicher Beobachtung“ gewesen sei.
2004 drehte der schwedische Regisseur David Aronowitsch den Dokumentarfilm Stockholm 75, in dessen Mittelpunkt er Dellwo stellte.
2007 erschien ein von der Psychoanalytikerin Angelika Holderberg herausgegebenes Buch, in dem mehrjährige Gespräche zwischen der Psychoanalytikerin und mehreren ehemaligen deutschen Terroristen wiedergegeben werden. Unter den Autoren ist auch Karl-Heinz Dellwo.

### Film
Seit 2004 arbeitet Karl-Heinz Dellwo mit seiner Firma bellaStoria Film als Regisseur und Dokumentarfilmer. 2006 erschienen seine beiden ersten Dokumentarfilme Neben der Spur und du kannst.
In Neben der Spur geht es um Kinder aus einem Jugendheim im Wendland bei ihrem Work-camp-Aufenthalt im ehemaligen KZ Theresienstadt. Der Frankfurter Kriminologe Peter-Alexis Albrecht schrieb: „Überzeugender als in diesem Dokumentarfilm lassen sich konstruktive und einfühlsame gesellschaftliche Alternativen zum traditionellen Zugriff staatlicher Kontrolle nicht darstellen.“
Der im Auftrag von Amnesty International erstellte Dokumentarfilm du kannst spannt – von Reflexionen über die Folter in Abu Ghraib ausgehend – einen Bogen hin zu Interviews über die Möglichkeit, gegen Menschenrechtsverletzungen anzugehen. Der ehemalige UN-Sonderberichterstatter Jean Ziegler schrieb dazu: „Dein Film ist ganz ausgezeichnet. Er schafft Bewusstsein, informiert genau und mobilisiert. Vor allem: Er gibt Hoffnung.“
In dem 2013 erschienenen Spielfilm Krasser Move des Hamburger No-Budget-Filmemachers Torsten Stegmann spielt Dellwo eine Nebenrolle als Kapitän.

### Autor und Verleger
2007 erschien sein Buch Das Projektil sind wir, in dem er die 68er-Bewegung und deren Kulmination in der RAF in Interviewform aufarbeitet und analysiert. Das Buch erhielt positive Rezensionen u. a. in der Süddeutschen Zeitung und der taz. Gottfried Oy hob hervor: „Dellwo gelingt es im Unterschied zu den professionellen Zeitzeugen, rationale Begründungen wie emotionale Motivation des Widerstands einzufangen.“ 2009 gründete Dellwo den Laika-Verlag, dessen Geschäftsführer er ist. Dort gab er die Bibliothek des Widerstands heraus.
Dellwo war 2019 Mitbegründer der Galerie der abseitigen Künste, die sich auf den Gebieten Sprache, Ton, Bild, Kunst bewegt und in der auch Bücher erscheinen.

### Gastronom
Zusammen mit Schriftsteller Heinz Strunk betrieb er zwischen 2017 und 2018 das Restaurant Cantina Popular im Hamburger Schanzenviertel.

### Fernsehinterviews
- Gefangene aus der RAF im Gespräch, Videofilm von Oliver Tolmein und Roger Willemsen, BRD 1992
- Im Dialog - Michael Krons im Gespräch mit Karl-Heinz Dellwo Phoenix 8. Mai 2016

## Schriften
- Das Projektil sind wir. Der Aufbruch einer Generation, die RAF und die Kritik der Waffen. Gespräche mit Tina Petersen und Christoph Twickel. Edition Nautilus, Hamburg 2007, ISBN 978-3-89401-556-5.
- Discorso sulle origini della lotta armata. In: Primo Moroni: Le Parole e la lotta armata. Shake Edizioni, Milano 2009, ISBN 978-88-88865-74-4.
- Zur RAF – Interview und Reflexion. In: Die Aktion. Heft 216, Mai 2009.
- mit Uwe Soukup und Karl Heinz Roth: Der 2. Juni 1967. (Bibliothek des Widerstands). Laika-Verlag, Hamburg 2010, ISBN 978-3-942281-70-6.
- mit Achim Szepanski und J. Paul Weiler: RIOT – Was war da los in Hamburg?: Theorie und Praxis der kollektiven Aktion., Laika-Verlag, Hamburg 2018, ISBN 978-3-944233-91-8.